# NGC 3166
NGC 3166 (również PGC 29814 lub UGC 5516) – galaktyka spiralna z poprzeczką (SB0-a), znajdująca się w gwiazdozbiorze Sekstantu w odległości około 70 milionów lat świetlnych od Ziemi. Została odkryta 19 grudnia 1783 roku przez Williama Herschela.
Galaktyka ta znajduje się w odległości zaledwie około 50 000 lat świetlnych od NGC 3169, z którą silnie oddziałuje grawitacyjnie. W wyniku tych reakcji pasma pyłu okalające NGC 3166 doznały zaburzeń. W galaktyce zaobserwowano jeden wybuch supernowej – SN 2012cw.